# 光华傈僳族彝族乡
光华傈僳族彝族乡是中华人民共和国云南省丽江市永胜县下辖的一个民族乡。地理位置位于云南省丽江市永胜县西北部，东北与宁蒗彝族自治县接壤，南与金官镇相连，东与松坪乡相邻。

## 行政区划
光华傈僳族彝族乡下辖以下村级行政区划单位：
光华村、新生村、新民村、光明村、水井村、楼海村、柯乐村和海联村。